# یو یی‌تینگ
یو یی‌تینگ (چینی: 余依婷; پین‌یین: Yú Yītíng؛ زادهٔ ۵ سپتامبر ۲۰۰۵) ورزشکار ورزش شنا اهل چین است.
وی در مسابقات کشوری و بین‌المللی در مجموع برندهٔ ۴ مدال طلا، ۲ مدال نقره، ۵ مدال برنز شده است.